# Biblioteca Nacional de Bután
La Biblioteca nacional y los Archivos nacionales de Bután (en dzonhkha འབྲུག་རྒྱལ་ཡོངས་དཔེ་མཛོད) es la mayor biblioteca del reino de Bután y fue creada en 1967. Se encuentra ubicada en la capital Timbu y tiene por objetivo que todos los butaneses tengan acceso tanto al patrimonio documental del país como a los recursos de información del mundo. La Biblioteca Nacional construye y mantiene una colección nacional de materiales butaneses con la misión de proporcionar una puerta de entrada efectiva a los recursos de información nacionales e internacionales. Sus instalaciones están dedicadas a la investigación, a la preservación y a la promoción del rico patrimonio literario, cultural y religioso del reino. La colección de escrituras y documentos que se encuentran en la biblioteca y archivos es un tesoro nacional y una fuente fundamental para la historia, religión, medicina, artes y cultura de Bután.

## Funciones establecidas
La Biblioteca se estableció en 1967 y se fusionó con la Comisión Nacional de Asuntos Culturales en 1985. 
La Biblioteca Nacional lleva a cabo las siguientes funciones:
- Colección y preservación de la literatura butanesa antigua sobre religión, cultura, historia y tradiciones sociales.
- Provisión de instalaciones para investigación y otras actividades académicas.
- Preservación de libros y manuscritos antiguos y raros.
- Conservación de los bloques xilográficos tradicionales.
- Investigación y documentación de obras literarias e historias heredadas a través de métodos de comunicación tradicionales y orales.
- Promoción y publicación de obras literarias sobre temas tradicionales y contemporáneos.

## Historia
La Biblioteca Nacional de Bután se estableció en 1967 bajo el patrocinio de la reina Ashi Phuntso Choden (1911-2003), con una colección de 120 textos preciosos (manuscritos budistas). La biblioteca se encontraba inicialmente dentro de algunas habitaciones de la torre central (utse) de Tashichodzong.
Más tarde, debido al crecimiento de la colección, tuvo que mudarse a un edificio en el área de Changgangkha de Timbu.
Debido a la necesidad de un edificio permanente y adecuado para contener los textos religiosos sagrados en la colección, el entonces Ministro del Interior, Lyonpo Tamzhing Jagar, inició la construcción del actual edificio tradicional de cuatro pisos y ocho esquinas diseñado en la forma que recuerda a la torre central de un templo butanés (Dzong o fortaleza).
El costo de la construcción de la biblioteca fue asumido en su totalidad por el Gobierno Real de Bután sin ninguna ayuda extranjera.
Este edificio, que ahora alberga la colección de textos tradicionales, fue consagrado como un lhakhang o templo para proporcionar un ambiente espiritualmente apropiado para estos libros religiosos que forman la mayor parte de la colección. La ceremonia de inauguración y consagración del nuevo edificio de la Biblioteca Nacional se llevó a cabo el 23 de noviembre de 1984.
Desde su creación, varios directores se han desempeñado como jefes de la Biblioteca Nacional a lo largo de los años:
Geshe Tshewang (1967 a 1973)
Lopen Pemala (1973 a 1993)
Sangay Wangchug (1993 a 1999)
Mynak R.Tulku (1999 a 2004)
Dorjee Tshering (2005 a 2007)
Gyonpo Tshering (2007 a 2010)
Harka B. Gurung (2010 al presente)

## Edificio y colecciones
El actual complejo de bibliotecas está dominado por un imponente Edificio Principal de piedra blanca de cuatro pisos, diseñado adecuadamente en forma de un templo tradicional de Bután (lha-khang). A la izquierda (lado sur) está la sección de Administración de tres pisos, y a la derecha (lado norte) y conectado por un pasaje cubierto, hay un edificio de dos pisos que alberga los Archivos Nacionales.
El edificio principal está construido en forma de un templo tradicional butanés con el fin de proporcionar un ambiente apropiado para las escrituras budistas y otros textos escritos en el lenguaje religioso clásico de Choekey (lenguaje Dharma, tibetano clásico) alojado allí. Esta imponente estructura incorpora e integra, de una manera budista típica, los tres aspectos de Buda y sus enseñanzas y, por lo tanto, se considera un lugar sagrado. El aspecto físico (sku) de Buda está representado por estatuas y pinturas que decoran el interior del edificio; el aspecto del habla (gsung) de Buda está representado, más apropiadamente aquí, por los muchos libros y bloques de impresión que se encuentran en la biblioteca.
En la planta baja se ubican los libros de todas las escuelas de budismo que están vinculadas al estilo occidental. La mayoría de los libros están escritos en Choekey, pero también hay algunos trabajos en Dzongkha y Sánscrito. Además, hay archivadas aquí tres ediciones diferentes del antiguo Canon budista impreso en offset y encuadernado en estilo occidental. También se exhibe una copia del libro publicado más grande del mundo Bhutan: A Visual Odyssey Across the Last Himalayan Kingdom ("Bután: una odisea visual a través del último reino del Himalaya"), que tiene muchas fotografías impresionantes de Bután tomadas por Michael Hawley y su equipo del MIT Media Labs. El libro pesa más de 60 kilos y mide aproximadamente 152 cm x 213 cm (es decir, 120 libras, cinco por siete pies) de tamaño.
Los libros en los pisos superiores son trabajos en formato pecha (hojas sueltas), y están envueltos en tela de la manera tradicional. Se encuentran codificado los envoltorios por colores según la escuela de budismo o el tipo: 
- Bon - azul; Kagyu - naranja; Gelug - amarillo; Nyingma - rojo; Sakya - verde;
- Filosofía budista (textos originarios y comentarios) - naranja;
- Rigney (artes y ciencias tradicionales) - rosa.

Además cuenta con una colección representativa de inglés y libros occidentales, principalmente relacionados con el Himalaya, Bután y el budismo. A fines del siglo XX se estimaba que la Biblioteca poseía unos 10 000 libros.
La Biblioteca Nacional tiene una biblioteca sucursal en uno de los palacios del segundo rey. Kunga Rabten se encuentra a unos 25 kilómetros de la ciudad principal de Trongsa en el camino hacia el distrito de Zhemgang. Esta biblioteca sucursal es actualmente una biblioteca depositaria y solo tiene colecciones Chokey. Una copia de cada una de las tres ejemplares de los libros de Chokey comprados se deposita allí como parte de la colección de la Biblioteca Nacional.

## Archivo
En el lado norte del edificio principal, hay un edificio blanco de dos pisos que alberga los Archivos Nacionales, donde se guardan los manuscritos más preciados y bloques de madera antiguos, así como la  colección de fotografías raras e importantes registros nacionales.
Los manuscritos y grabados en madera más raros y preciosos que antes se encontraban con la colección principal de la biblioteca ahora se han transferido al edificio de los Archivos Nacionales para garantizar su conservación y preservación. Estos incluyen muchos manuscritos escritos en tinta dorada y grabados antiguos de las ediciones Narthang y  Derge de Kagyur y Tengyur .
El edificio de los Archivos Nacionales no está abierto al público en general, pero los investigadores pueden hacer una cita si necesitan ver materiales particulares. 
Este edificio se completó en 2004, está equipado con un moderno sistema de seguridad y alarma contra incendios, así como con control de temperatura y humedad.

## Servicios
Entre sus diferentes servicios se pueden encontrar:

### Banco nacional de memoria
Las salas de depósito de los archivos ahora albergan muchos documentos importantes, incluidos registros antiguos, cartas antiguas y alrededor de siete mil fotografías importantes. Los archivos también contienen microfilmes de muchos otros documentos significativos. Los libros y manuscritos particularmente raros e importantes de la colección de la Biblioteca Nacional también se guardan en las instalaciones seguras y controladas de los Archivos. Así, los archivos son la base del Banco Nacional de Memoria.

### Instalación y servicio de microfilmación
La Biblioteca y Archivos Nacionales ofrece un servicio gratuito de microfilmación para instituciones e individuos dentro de Bután que contienen importantes textos y documentos raros. Invitan a cualquier persona que posea dichos documentos a llevarlos a la biblioteca para microfilmar a fin de garantizar la preservación a largo plazo del contenido de estos documentos en caso de que algo le suceda al original. Al microfilmar, el texto o documento original se devolverá al proveedor junto con una copia de microfilm, y una copia se guardará en los Archivos en condiciones de almacenamiento controladas y seguras.

### Conservación y Preservación
Los Archivos se ocupan principalmente de documentos en papel, las fotografías y las películas. Por lo tanto, cuando se seleccionan documentos o fotografías para su conservación, es importante que se traten para neutralizar los residuos químicos dañinos. Muchos documentos antiguos en condiciones frágiles o dañadas deben conservarse o fortalecerse cuidadosamente para garantizar su conservación a largo plazo.

### Ley de depósito legal
La aprobación de la Ley de Depósito Legal durante la 77.ª sesión de la Asamblea Nacional en 1999 establece que la Biblioteca Nacional y los Archivos Nacionales deben  almacenar copias del material depositado de conformidad con las disposiciones de esa ley.

### Publicaciones tradicionales e importantes
The National Library Press, produce una serie de textos tradicionales en Chokey o Tibetano clásico. Estos se imprimen a mano de bloques de madera o bloques de metal en papel artesanal butanés tradicional.
Los títulos que imprimen incluyen algunos de los mayores tesoros de la literatura Chokey (chos skad), incluidas las Obras completas del Omnisciente Padma Karpo y los Siete Tesoros de Longchenpa.
Para difundir los hallazgos fruto de las investigaciones y mejorar la conciencia pública del patrimonio cultural e historia se realizan diferentes publicaciones. Permite promover públicamente la importancia de preservar, conservar y salvaguardar las culturas y herencias locales y nacionales, tanto de manera local como  en ámbito global.

### Encuesta Nacional de Documentación Literaria
Para descubrir los ricos tesoros literarios de Bután y preservar documentos importantes y raros para la nación, la División de Investigación y Medios junto con las Divisiones de Bibliotecas y Archivos ha llevando a cabo una encuesta de textos y documentos raros en todo el país. La encuesta incluyó la digitalización y el registro de textos raros, y el registro de detalles de su ubicación y condición para referencia futura. 

### Encuesta del patrimonio cultural inmaterial
En 2011, la División de Investigación y Medios de Comunicación había adquirido fondos del Centro Internacional de Información y Redes para el Patrimonio Cultural Inmaterial en la Región de Asia y el Pacífico bajo los auspicios de la UNESCO (ICHCAP) en Corea del Sur para realizar una encuesta de 30 meses sobre el Patrimonio Cultural Inmaterial de Bután. Se visitaron varias comunidades para hacer un breve registro documental de las prácticas de patrimonio cultural inmaterial en Bután. Se preeven diferentes publicaciones en dzongkha e inglés.

### Digitalización y accesibilidad
Se digitalizaron intensamente diferentes materiales de la Colección Choekey a través del Proyecto de hermanamiento Danida (Danish International Development Assistance) lanzado en 1996 en colaboración con la Biblioteca Real de Dinamarca. La base de datos en línea fue completada en 2010, que permite recuperar la búsqueda de 13 625 volúmenes y aproximadamente 120 000 registros. Las fotografías históricas y los manuscritos se pueden consultar en la Biblioteca digital nacional de Bután.